# Округ Карлтон (Минесота)
Округ Карлтон (енгл. Carlton County) је округ у америчкој савезној држави Минесота.

## Демографија
По попису из 2010. године број становника је 35.386, што је 3.715 (11,7%) становника више него 2000. године.
| Група             | 2000.          | 2010.          |
| Белци             | 28.907 (91,3%) | 31.458 (88,9%) |
| Афроамериканци    | 308 (1,0%)     | 498 (1,4%)     |
| Азијати           | 112 (0,4%)     | 160 (0,5%)     |
| Хиспаноамериканци | 266 (0,8%)     | 484 (1,4%)     |
| Укупно            | 31.671         | 35.386         |